# Weligton
Weligton Robson Pena de Oliveira (Fernandópolis, Brasil, 26 de agosto de 1979) conocido como Weligton es un exfutbolista brasileño que jugó como defensa, aunque en sus comienzos como jugador jugaba  de delantero. En febrero de 2017, tras colgar las botas en el Málaga C.F. de la Primera División de España, se convierte en su asistente técnico. 

## Trayectoria

### FC Peñafiel
Tras dejar la granja en la que trabajaba junto a su padre, y jugar varios años en su Brasil natal, firmó por el FC Peñafiel de Portugal el 13 de agosto de 2003.

### Grasshoppers
Más tarde fue contratado por el Grasshoppers suizo, club en el que fue elegido mejor defensa de la liga de Suiza en la temporada 2006/07.

### Málaga CF
El 10 de julio de 2007, firmó por un año por el Málaga CF, procedente del club suizo. Llegó al club blanquiazul siendo una incógnita para los aficionados, pero esta apuesta personal de Fernando Sanz y Juan Ramón López Muñiz demostró ser uno de los mejores defensas de 2ª división en la temporada 2007/08, temporada en la que se consiguió el ascenso a 1ª división.
Central robusto, seguro, con buena salida de balón y magnífico juego aéreo. Firmó por un año con el Málaga CF pero después de la excelente temporada cosechada por el zaguero y a pesar de las ofertas realizadas por otros clubs, se consumó su renovación con el club andaluz hasta la temporada 2011-2012.   
Su nombre cobró relevancia en el partido contra el FC Barcelona del 26 de septiembre de 2009 donde su actuación fue catalogada por la prensa como agresiva y malintencionada, aunque solo recibió una tarjeta amarilla.
El 24 de febrero de 2010 presenta en la sala de prensa del estadio La Rosaleda su página web oficial, rodeado de gran parte de la plantilla, cuerpo técnico y trabajadores del Málaga CF.
En 2013 renovó con el Málaga C.F. por un año con dos opcionales, ese mismo año debutó en la Liga de Campeones de la UEFA siendo indiscutible en el equipo, por delante de Mathijsen, recién llegado al club tras jugar el Mundial de Sudáfrica del 2010
En 2017 cede su ficha y pasa a formar parte del cuerpo técnico como ayudante del Gato Romero.

## Clubes como jugador
| Club                    | País     | Año       | Partidos | Goles |
| ----------------------- | -------- | --------- | -------- | ----- |
| Paraná Clube            | Brasil   | 2002-2003 | 9        | 0     |
| FC Penafiel             | Portugal | 2003      | 73       | 0     |
| Grasshopper-Club Zürich | Suiza    | 2006-2007 | 42       | 2     |
| Málaga CF               | España   | 2007-2017 | 284      | 9     |